# 曲洛乡 (定结县)
曲洛乡，是中国西藏自治区日喀则地区定日县下辖的一个乡镇级行政单位。

## 行政区划
曲洛乡共辖以下地区：
左措村、热木庆村、木队村、措昂村、班久岗村、措娃村、仁果村、吉雄村、嘎白村。